# Mezquital (kommun)
Mezquital är en kommun i Mexiko.   Den ligger i delstaten Durango, i den centrala delen av landet, 700 km nordväst om huvudstaden Mexico City. Antalet invånare är 33 396.
Följande samhällen finns i Mezquital:
- Huazamota
- Llano Grande
- Santa María de Ocotán
- Bancos de Calitique
- Santa María Magdalena de Taxicaringa
- San Pedro de Xícora
- Candelaria del Alto
- Puerto del Guamúchil
- San Miguel de las Mesas
- El Durazno
- San Francisco de Ocotán
- Santiago Teneraca
- San Antonio de Padua
- Campamento Canoas
- La Mesa de la Gloria
- El Potrero
- Ceja de Cebolleta
- Bajío de Milpillas
- Santa Gertrudis
- Fortines
- Paura
- Cerrito Gordo
- Las Cruces
- San Bernabé
- Cerro de las Papas
- Curachitos
- Chicaltita
- Yonora
- Los Barros
- Brasiles
- Los Alacranes
- El Maguey
- Mesa de las Vacas
- Las Mesas de Xoconoxtle
- Los Alacranes
- Ciénega de Mirasoles
- Tierra Blanca
- Yerbaníz
- Las Ramadas
- Las Aguilillas
- Canoítas
- Mesa de los Bancos
- El Chapulín
- Las Joyas
- Agüita Zarca
- La Cofradía
- Las Pilas
- Tepalcates